# Charles Daly King
Pour les articles homonymes, voir King.
Charles Daly King, né le 17 février 1895 à New York et mort le 7 mars 1963 aux Bermudes, est un psychologue et un écrivain américain, auteur de roman policier.

## Biographie
Après ses études à la Newark Academy (en), il s'inscrit pour un baccalauréat à l'Université Yale. Il interrompt ses études pour s'engager dans l'artillerie de la United States Army pendant la Première Guerre mondiale et est promu lieutenant, puis capitaine. Après la guerre, il tente sa chance dans une entreprise de textile, puis travaille dans une agence de publicité pendant deux ans alors qu'il reprend ses études. Il obtient en 1924 une maîtrise en psychologie de l'Université Columbia. Il complète sa formation sur le tard, en 1946, en décrochant un doctorat en psychologie de l'Université Yale. Il ouvre ensuite un bureau de consultation et publie des ouvrages de psychologie.
En parallèle à sa carrière scientifique, il se lance dans l'écriture de littérature policière en 1932 avec Obelists at Sea. En 1934, il crée le personnage de Michael Lord, un jeune détective qui fait partie de la police new-yorkaise. Les romans de la série sont des whodunits dans la tradition déjà inaugurée par Ellery Queen et le Philo Vance de S. S. Van Dine. Les intrigues où apparaissent Michael Lord, racontées par son ami, le Dr. L. Rees Pons, un psychologue de formation, s'éloignent toutefois de la sophistication des devanciers. Charles Daly King préfèrent des récits qui explorent les méandres de la psychologie et de l'étrange. Ce dernier aspect est d'ailleurs beaucoup plus présent dans les enquêtes de l'autre personnage récurrent de l'auteur, Trevis Tarrant. Ce détective privé, uniquement présent dans une série de nouvelles narrées par son ami Perry Phelan, est souvent confronté à l'insolite, l'impossible et le bizarre dans des affaires criminelles qui rappellent beaucoup les mystères concoctés à la même époque par John Dickson Carr.

## Œuvre

### Romans

#### SérieMichael Lord
- Obelists en Route (1934)
- Obelists Fly High (1935) Publié en français sous le titre Le Drame de la carlingue, traduit par Hélène Jeandidier, Paris, Nouvelle Revue Critique, coll. « L'Empreinte » no 77, 1935
- Careless Corpse (1937) Publié en français sous le titre Symphonie en crime majeur, traduit par Henri Thies, Paris, Nouvelle Revue Critique, coll. « L'Empreinte » no 142, 1938
- Arrogant Alibi (1938)
- Bermuda Burial (1940)

#### Autres romans
- Obelists at Sea (1932)

### Recueils de nouvelles

#### SérieTrevis Tarrant
- The Curious Mr. Tenant (1935)

### Nouvelles

#### SérieTrevis Tarrant
- The Episode of Torment IV (1934)
- The Episode of the Codex Curse (1935) Publié en français sous le titre Le Codex maudit, dans l'anthologie 20 défis à l'impossible, Nantes, L'Atalante, 2002
- The Tangible Illusion (1935), aussi titré Invisible Terror Publié en français sous le titre Illusions détruites, Paris, Opta, Mystère Magazine no 30, juillet 1950
- The Nail and the Requiem (1935), aussi titré The Affair on the Roof Publié en français sous le titre Le Clou et le Requiem, Paris, Opta, Mystère Magazine no 9, septembre 1948
- The Episode of the Vanishing Harp (1935), aussi titré The Vanishing Harp et The Episode of the Vanishing Harp
- Lost Star (1944) Publié en français sous le titre L'Étoile filante, traduit  par Maurice-Bernard Endrèbe, Paris, Opta, Mystère Magazine no 12, janvier 1949 ; réédition dans l'anthologie 25 histoires de chambres closes, Nantes, L'Atalante, 1997
- The Episode of the Sinister Inventor (1946) Publié en français sous le titre L'Affaire du machiavélique inventeur, Paris, Opta, Mystère Magazine no 15, avril 1949
- The Episode of the Absent Fish (1979), publication posthume

### Ouvrages de psychologie
- Beyond Behaviorism: The Future of Psychology (1927), sous le pseudonyme de Robert Courtney
- Integretive Psychology: A Study of Unit Response (1931), en collaboration avec W. M. Marston et Elizabeth Marston
- The Psychology of Consciousness (1932)
- The Oragean Vision (1951)
- The States of Human Consciousness (1964)

## Sources
- (en) John M. Reilly (Ed.), Twentieth-century crime and mystery writers, New York, St. Martin's Press, coll. « Twentieth-century writers of the English language », 1982 (réimpr. 1991), 2e éd., 1568 p. (ISBN 978-0-312-82417-4, OCLC 6688156), p. 531-532.
- Jean Tulard, Dictionnaire du roman policier : 1841-2005. Auteurs, personnages, œuvres, thèmes, collections, éditeurs, Paris, Fayard, 2005, 768 p. (ISBN 978-2-915793-51-2, OCLC 62533410), p. 396.